# Шидзуока (град)
Шидзуока е град в префектура Шидзуока, Централна Япония. Населението му е 695 416 жители (по приблизителна оценка от октомври 2018 г.). През март 2011 г. населението е било 724 026 жители, от които 352 747 мъже, 371 279 жени, 298 127 домакинства и 8441 чужденци. Площта му е 1411,85 km². Кмет към 2011 г. е Танабе Нобухиро. Намира се в часова зона UTC+9. Средната годишна температура е 15,05 градуса по Целзий.

## Побратимени градове
- Кан
- Стоктън (Калифорния)
- Омаха (Небраска)
- Шелбивил (Индиана)